# ديك لوفتوس
ديك لوفتوس (بالإنجليزية: Dick Loftus)‏ هو لاعب كرة قاعدة أمريكي، ولد في 7 مارس 1901 في كونكورد في الولايات المتحدة، وتوفي بنفس المكان في 21 يناير 1972.

## وصلات خارجية
- ديك لوفتوس على موقعبيزبول رفرنس.كوم (الدوري الرئيسي) (الإنجليزية)
- ديك لوفتوس على موقعبيزبول رفرنس.كوم (الدوري الثانوي) (الإنجليزية)